# Museo dell’Opera del Duomo (Florenz)
Das Museo dell’Opera del Duomo ist ein Museum in Florenz, auf der Nordostseite der Piazza del Duomo. Es enthält Kunstwerke aus dem Kirchenkomplex der Kathedrale von Florenz, des Baptisterium und des Campaniles von Giotto, mit einem sehr wichtigen Herzstück von gotischen und Renaissance-Statuen.
Zu den wichtigsten Werken gehören Arbeiten von Andrea Pisano, Arnolfo di Cambio, Nanni di Banco, die Originalreliefs der Paradiestür von Ghiberti, die Pietà Bandini von Michelangelo und eine der weltweit größten Sammlungen der Arbeiten Donatellos, die nach dem Bargello die zweitgrößte ist.

## Geschichte und Sammlung
Das heutige Museum hat einen lange zurückliegenden Ursprung: Das Gebäude wurde seit 1296 als Sitz der Opera del Duomo genutzt, einer von der Florentinischen Republik gegründeten Institution, die aus Verwaltern, Künstlern und Arbeitern bestand, die für den Bau der Kathedrale von Santa Maria del Fiore verantwortlich waren.
Aus Platzgründen zog die Opera 1400 an ihren jetzigen Standort um, einen Palast, der an Stelle eines früheren Bauernhauses neben den Öfen der Werkstatt von Lorenzo Ghiberti erbaut wurde (genau dort, wo der Künstler seine Bronzetüren für das Baptisterium gegossen hat). Hier hat um 1500 Michelangelo auch den berühmten David gemeißelt und einen teilweise gebrauchten Marmorblock aus der Opera del Duomo wiederverwendet.

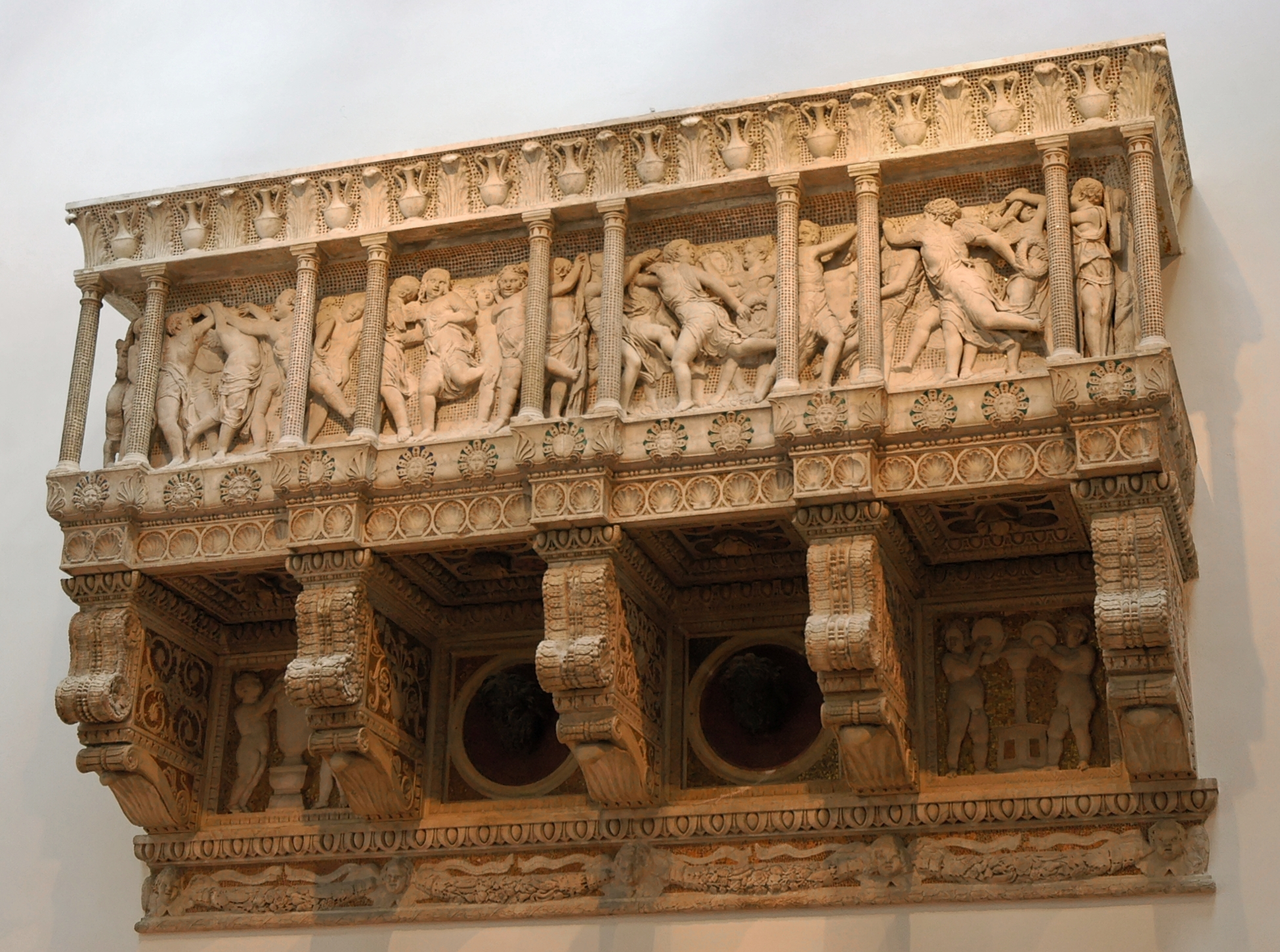
Donatello, Kanzel

Nach der Fertigstellung der Basilika (1436) blieb die Opera mit der Aufgabe den Kirchenkomplex aus Dom, Baptisterium und Campanile zu erhalten und ab 1891 einen Teil der Räume in ein Museum umzuwandeln und für die Öffentlichkeit zugänglich zu machen.
Im Laufe der Jahrhunderte wurde eine erstaunliche Sammlung von Meisterwerken aus den drei Denkmälern, aber auch wertvolle historische Erinnerungen vom Bau der Santa Maria del Fiore gesammelt, wie z. B. das Modell der Kuppel von Brunelleschi, die verschiedenen Fassadenprojekte aus dem 16. und 17. Jahrhundert und einige Baumaschinen (Winden, Wagen, Hanfseile...).
Heute zeigt das Museum eine Vielzahl von Meisterwerken, die einen vollständigen Überblick über die Entwicklung der florentinischen Skulptur vom 14. bis 16. Jahrhundert geben. Zu den wichtigsten Werken gehören die Originaltafeln von Lorenzo Ghiberti von der Paradiestür des Baptisteriums; die Skulpturen von Arnolfo di Cambio, die größtenteils von der alten Fassade des Doms stammen (Bonifatius VIII., Marienzyklus etc.); die Kanzeln der Kathedrale von Donatello und Luca della Robbia; die vom Glockenturm entfernten Werke wie die Tafeln des Andrea Pisano, die Skulpturen von Donatello wie der Prophet Habakuk (von den Florentinern wegen des kahlen Schädels auch Zuccone (Dickkopf) genannt); die Büßende Maria Magdalena, eine Holzskulptur ebenfalls von Donatello; die Pieta von Michelangelo (1548–1555), ein Spätwerk, das vielleicht als Denkmal für seine Bestattung gedacht war.
Das Museum verfügt jedoch auch über eine sehr große Anzahl römischer Funde, die für den Bau von Tempeln, Skulpturen und Basreliefs verwendet wurden, sowie über eine große Sammlung sakraler Kunst (Reliquien, Kreuze, Schatullen, Messgewänder, Bischofsstäbe).
Die Reliquie eines Fingers des heiligen Johannes des Täufers wurde von Antipapst Johannes XXIII. gestiftet, der in Florenz begraben wurde.
Die zwischen 1998 und 2000 im Hinblick auf das Jubiläum von Luigi Zangheri und David Palterer durchgeführten Erweiterungs-, Modernisierungs- und technischen Anpassungsarbeiten haben die Ausstellungsfläche des alten Museums um rund ein Drittel erweitert. In den Räumen neben dem Museum, links neben der heutigen Kasse, wo sich das ehemalige Theater der Intrepides befand, das 1779 von Großherzog Peter Leopold gebaut wurde, entstand von 2009 bis 2015 ein neuer Zubau nach dem Entwurf von Adolfo Natalini. Das am 29. Oktober 2015 wiedereröffnete Museum, enthält eine Rekonstruktion der Fassade von Santa Maria del Fiore nach dem ersten Arnolfo-Plan, die den Türen und Statuen des Baptisteriums gegenüberliegt.

## Hauptwerke
Verschiedene Autoren
- Silberaltar des Heiligen Johannes

Arnolfo di Cambio
- Statue von Bonifaz VIII.
- Madonna dagli occhi di vetro
- Madonna della Natività

Tino di Camaino
- Hoffnung
- Glaube
- Sibylle
- Taufe Jesu
- Kopf des Johannes

Donatello
- Erschaffung Evas
- Bartloser Prophet
- Nachdenklicher Prophet
- Kleiner Prophet
- Opferung Issaks
- Sängerkanzel
- Jeremias
- Heiliger Johannes Evangelist
- Zuccone
- Büßende Maria Magdalena

Nanni di Banco
- Kleiner Prophet
- Heiliger Luca

Luca della Robbia
- Sängerkanzel

Antonio del Pollaiolo

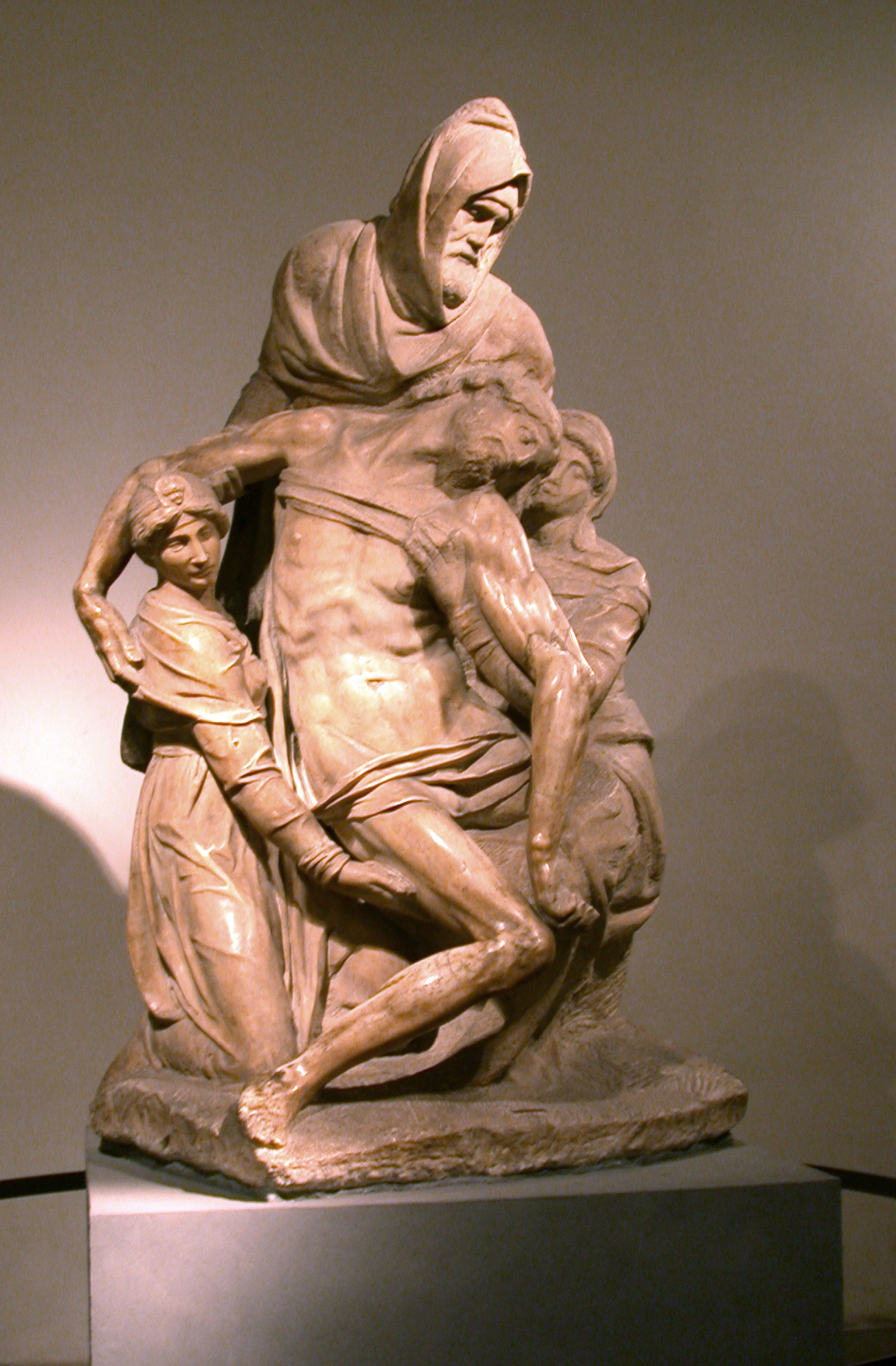
Michelangelo, Pietà Bandini

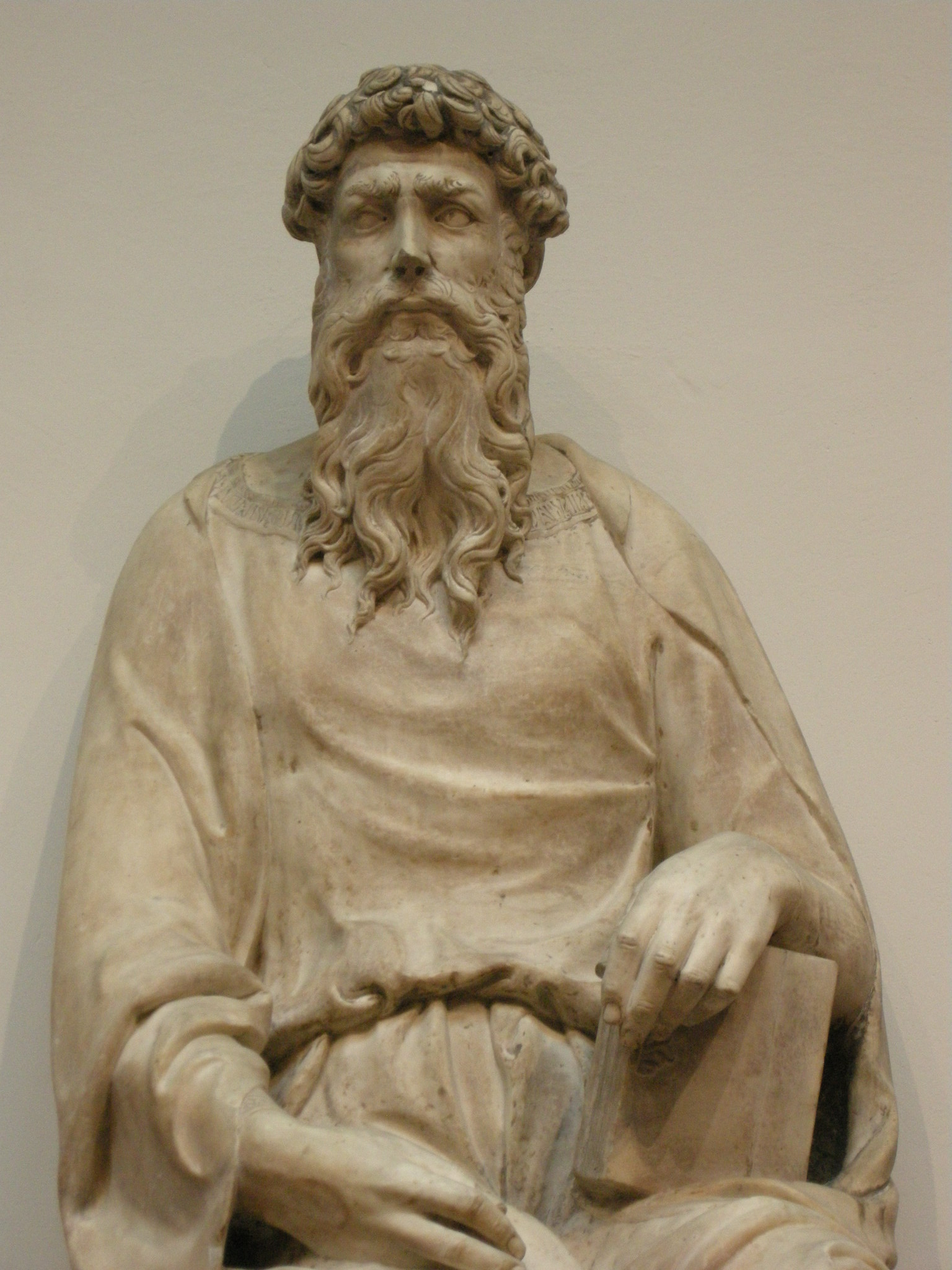
Donatello, Heiliger Johannes Evangelist

- Reliquienkreuz des Heiligen Johannes
- Vorhang von San Giovanni

Michelangelo
- Pietà Bandini